# Per tutto il tempo (Raf)
Per tutto il tempo è un singolo del cantautore italiano Raf, pubblicato nell'ottobre 2009 in anticipo della raccolta Soundview.

## Classifiche
| Classifica (2009) | Posizione massima |
| ----------------- | ----------------- |
| Italia            | 47                |